# Constantin Cantacuzino (aviator)
Constantin Cantacuzino (cunoscut publicului larg ca Bâzu, n. 11 noiembrie 1905 – d. 26 mai 1958) a fost un aviator român, unul dintre aviatorii militari de elită al celui de-al Doilea Război Mondial, membru al familiei Cantacuzino și tatăl romancierei Oana Orlea.

## Înainte de cel de-al Doilea Război Mondial
În 1939, Constantin Cantacuzino a câștigat concursul național de acrobație aeriană cu avionul său Bü 133 Jungmeister, iar în 1941 a fost numit pilot șef al companiei naționale de transport aerian LARES, precursoarea interbelică a societății naționale de transport aerian cunoscută ca TAROM.
Pasiunea lui pentru aviație s-a manifestat nu numai prin practicarea acestei meserii ci și prin activitatea de concepție tehnică. Astfel, el este autorul brevetului de invenție nr. 815.211, cu titlul "Dispozitiv ce arată simultan ora în unități uzuale de măsurare a timpului și în unități uzuale de măsurare a arcului", depus la 19 decembrie 1936 la Direcția de Proprietate Industrială din cadrul Ministerului Comerțului și Industriei din Franța și acceptat la 5 aprilie 1937.
Constantin Cantacuzino fost un motociclist pasionat, câștigând multe curse și stabilind un record mondial la cursa Paris - București. De asemenea, a jucat tenis și a fost căpitanul echipei Române de hochei pe gheață la Campionatul Mondial din 1933.

## În al Doilea Război Mondial

Aşii români decoraţi în august 1943 cu Ordinul Mihai Viteazul: Cantacuzino, Dicezare, Greceanu, Şerbănescu şi Milu.

A efectuat 608 misiuni aeriene de luptă în cadrul următoarelor unități militare :
- 5 iulie - 31 octombrie 1941 - Escadrila 53 Vânătoare - împotriva URSS ;
- 26 aprilie 1943 - 31 mai 1944 - Grupul 7 Vânătoare - împotriva URSS ;
- 31 mai 1944 - 9 mai 1945 - Grupul 9 Vânătoare - după 23 august 1944 împotriva Ungariei Salașiste și a Germaniei naziste.

Locotenentul aviator (r) Constantin Cantacuzino a fost decorat cu Ordinul Virtutea Aeronautică de război cu spade, clasa Crucea de Aur cu 2 barete (20 februarie 1942) pentru următoarele merite: „Pilot de vânătoare, care a dovedit un elan excepțional în îndeplinirea misiunilor. A executat 56  misiuni de războiu și 89 ore de sbor dela începutul operațiunilor. A doborât patru avioane inamice de bombardament.” și clasa Cavaler (16 februarie 1944) „pentru curajul și vitejia de care a dat dovadă în lupte aeriene, în executarea celor 105 misiuni, doborînd 2 avioane inamice”.

## După cel de-al doilea război mondial
Împreună cu familia, a părăsit România la instaurarea comunismului, și s-a refugiat la Paris, iar ulterior în Spania.

## Viață personală
S-a născut la București. Tatăl său a fost Mihai Cantacuzino iar mama sa Maria Rosetti, amândoi descendenți ai unor vechi familii boierești. (Dupa moartea soțului său, Maria Rosetti s-a recăsătorit cu George Enescu.) Constantin a fost căsătorit cu actrița de origine basarabeană Nadia Kujnir-Herescu (Nadia Gray) și este tatăl scriitoarei Maria-Ioana Cantacuzino (Oana Orlea).

## Decorații
- Ordinul „Virtutea Aeronautică” de Război cu spade, clasa Crucea de Aur cu 2 barete (28 noiembrie 1941)[2]
- Ordinul „Virtutea Aeronautică” de Război cu spade, clasa Cavaler (16 februarie 1944)[3]